# Na'amat
Na'amat (hebrejsky נעמת‎, akronym pro נשים עובדות ומתנדבות‎, Našim ovdot u-mitnadvot, doslova „Pracující a dobrovolnické ženy“), dříve Mo'ecet ha-po'alot (doslova „Rada pracujících žen“) je izraelská ženská organizace přidružená k labouristickému sionistickému hnutí, založená roku 1921.

## Historie
Na'amat je největším ženským hnutím v Izraeli, sdružujícím přes 800 tisíc žen (židovského, arabského, drúzského a čerkeského původu), zastupujících celé spektrum izraelské společnosti. Většina z nich jsou dobrovolnice. Má 100 poboček ve městech, obcích a osadách po celé zemi a mimo to též sesterské organizace v jiných zemích, jejichž členové jsou součástí Světového labouristického sionistického hnutí a Světové sionistické organizace.
V roce 2008 získala Na'amat společně se dvěma dalšími ženskými organizacemi Izraelskou cenu za celkové dílo a mimořádný přínos izraelské společnosti.